# Uziom fundamentowy
Uziom fundamentowy (ang. foundation earth electrode) – uziom w postaci taśmy albo pręta stalowego zatopionego w betonowym fundamencie do celów uziemienia.
Wyróżnić można:
- uziom fundamentowy naturalny – będący jednocześnie zbrojeniem fundamentu,
- uziom fundamentowy sztuczny – jego elementy nie stanowią elementów konstrukcyjnych fundamentu.

## Charakterystyka
Uziomy fundamentowe tworzą zwykle zamknięty prostokąt lub kilka zamkniętych połączonych ze sobą prostokątów, pozostając w fundamentach ścian nośnych budynku. Jeżeli wymiary ścian budynku są większe niż 20 m, to należy zainstalować dodatkowo elementy uziomowe w fundamentach ścian wewnątrz budynku, a w rozległych budynkach, w których wprowadzono szczeliny dylatacyjne, uziom powinien być wykonany w sposób gwarantujący, że nie ulegnie on zniszczeniu, przeważnie przez zastosowanie elastycznego „mostka”. Uziom fundamentowy powinien mieć wyprowadzony do wnętrza pomieszczenia (najlepiej tego, w którym zainstalowano złącze) co najmniej jeden zacisk przyłączeniowy do połączenia uziomu z główną szyną uziemiającą. Połączenia elementów uziomu między sobą i z przewodem uziemiającym należy wykonywać przez spawanie lub za pomocą połączeń śrubowych. Połączenia na powietrzu powinny być chronione przed korozją.

## Zastosowanie
Stosowanie uziomów fundamentowych do ochrony przeciwporażeniowej w istotny sposób powiększa jej skuteczność, głównie przez:
- wyrównanie potencjałów pomiędzy różnymi instalacjami i metalowymi elementami konstrukcyjnymi budynku oraz ziemią;
- obniżenie napięcia względem ziemi oraz napięcia dotykowego w razie uszkodzeń instalacji zmniejszając wypadkową rezystancję uziemienia przewodów ochronnych PE i ochronno-neutralnych PEN w sieciach typu TN oraz rezystancji uziemień ochronnych w sieciach TT i IT;
- obniżenie wartości prądu udarowego pochodzącego z wyładowań atmosferycznych.